# Заикин, Александр Васильевич
Заи́кин Александр Васильевич (род. 15 мая 1967 года., Россия, г. Брянск) — российский кикбоксер, победитель кубка России по кикбоксингу 1992 года, серебряный призёр кубка Европы по кикбоксингу 1994 года, чемпион мира по кикбоксингу 2005 года среди ветеранов. Один из участников становления кикбоксинга в России, основоположник кикбоксинга в г. Брянске и Брянской области. С 1992 г. по 1996 г. являлся президентом Федерации кикбоксинга Брянской области. Тренер по боксу и кикбоксингу.

## Спортивная биография
С 1980 г. по 1987 г. занимался боксом. Первым тренером по боксу был отец Заикин Василий Иванович. Победитель многих турниров по боксу. В 1986 году выиграл чемпионат Краснознаменного Приволжского военного округа в городе Вольске Саратовской области в весовой категории до 67 кг, в котором провел четыре боя и одержал четыре победы. Был включен в команду СКА (Спортивного клуба армии) города Куйбышев (г. Самара).
В 1991 году на Всесоюзном турнире по кикбоксингу в г. Москва в разделе фул контакт провел один бой, в котором одержал победу нокаутом, при этом получил тяжелую травму правой кисти и выбыл из турнира (всего перенёс 8 операций, что сказалось на спортивной карьере).
В 1992 году стал победителем кубка России по кикбоксингу в городе Улан-Удэ в весовой категории до 67 кг. В разделе лайт контакт: провел три боя — одержал три победы, в разделе семи контакт: завоевал бронзовую медаль — провел три боя, одержал две победы.
В 1993 году стал чемпионом центра России по кикбоксингу в разделе фул контакт в городе Владимир в весовой категории до 63,5 кг. Провел три боя — одержал три победы.
В 1994 году стал серебряным призёром кубка Европы по кикбоксингу в разделе лайт контакт по версии WAKO в городе Венеция (Италия)в весовой категории до 75 кг. Провёл четыре боя — одержал три победы.
В 2005 году стал чемпионом мира по кикбоксингу в разделе ветераны по версии IAKSA в г. Москва в весовой категории до 75 кг. Провел два боя — одержал две победы.
Параллельно с занятиями по боксу с 1987 г. по 1989 г. изучал каратэ-до стиль Сётокан, с 1993 года тайский бокс, с 1994 г. по 1998 г. — каратэ-до стиль Вадо-рю, по которому имеет чёрный пояс (I дан).
С 2002 г. по 2004 г. изучал Дзюдо.
В 1992 году участвовал в семинаре по кикбоксингу Чака Норриса (США). (г. Москва)
В 1993 году участвовал в семинаре по кикбоксингу Дона Вилсона (США). (г. Москва)
В 1993 году участвовал в семинаре по кикбоксингу и тайбоксингу Бенни Уркидеса (США). (г. Москва)
В 1996 году участвовал в семинаре по каратэ-до Вадо-рю Кэнго Сугиуры (Япония). (г. Москва)
В 2011 году был спарринг-партнёром чемпиона мира по боксу среди профессионалов по версии WBO Дмитрия Пирога, который готовился к защите своего титула с Аргентинским боксером Хавьером Масиельем. (г. Геленджик, Краснодарский край).

## Образование
Образование: высшее военное. Закончил в 1989 году Вольское высшее военное училище тыла. Служил с 1989 г. по 1991 г. в Вооруженных силах СССР в Туркестанском военном округе.

## Личная жизнь
Женат на Заикиной Дарье Альбертовне (до замужества — Симкина). Сын - Александр (2013 г.р.).